# Аркус Новус

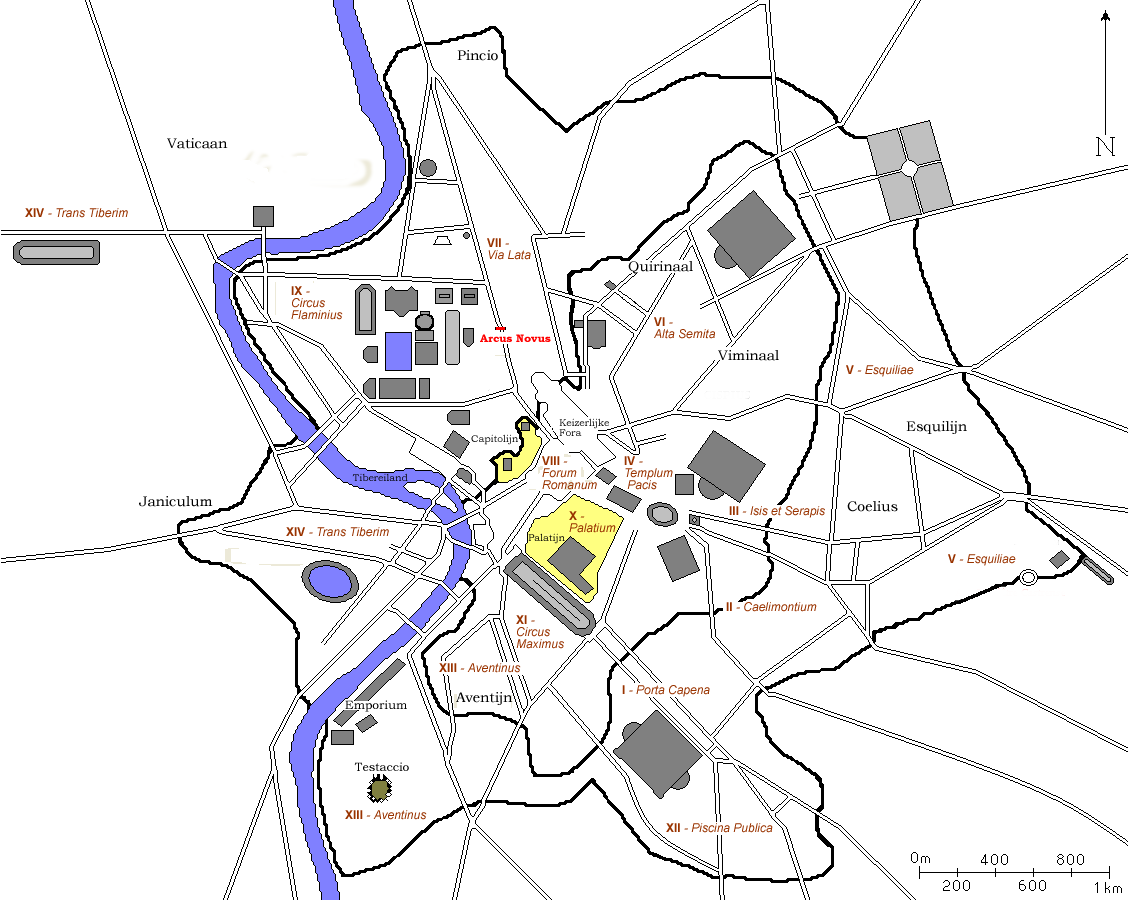
Місце розташування Arcus Novus

Аркус Новус (Arcus Novus) — стародавня арка в Римі, розташована на Віа Лата, зараз Віа дель Корсо, на місці церкви Санта-Марія-ін-Віа-Лата .

## Історія
Арка була зроблена на честь Діоклетіану або його десятиліття в 293 році н.е., або його тріумф, який святкували з Максиміаном у 303–304 роках. 
Назва Arcus novus (нова арка),можливо ,стосується  більш ранньої арки Клавдія на тій самій вулиці. 

## Опис
Аркус Новус  була прикрашена рельєфами, повторно використаними ( споліями ) з великого вівтаря періоду Юліо-Клавдієвого, ймовірно, Ara pietatis, в той же час  як постаменти колон були прикрашені зображеннями Вікторії, полонених варварів і Діоскурів, ймовірно, з фасаду розташований неподалік храм Сонця Авреліана . Арку було знищено в 1491 році за розпорядженням Папи Інокентія VIII під час реконструкції Санта-Марії на Віа-Лата. 
Фрагменти рельєфів були розкриті в 1523 році і додані до колекції Della Valle, до того як були придбані кардиналом Фердинандом Медічі в 1584 році.  Інші фрагменти періоду Антоніна,  використовувалися Діоклетіаном ще декілька разів, були включені в задній фасад вілли Медічі кардинала в Римі. Зовсім нещодавні розкопки, проведені в 1923–1933 роках, відкрили додаткові фрагменти, які зараз відшукуються в Центральному Монтемартіні . 

## Дивіться також
- Список римських тріумфальних арок